# Balinézek
A balinézek (vagy baliak) az ausztronéziai népek közé tartozó népcsoport, Indonézia egyik nemzetisége. Az ország lakosságának 1,7%-át teszik ki, lélekszámuk 2018-ban kb. 4,5 millió fő volt. A maláj és jávai-indiai népek keveredéséből kialakult népcsoport tagjait általában vonzó külső jellemzi, sokak szerint Indonéziában a balinéz nők a legszebbek. Indonéziában egyedülálló módon a balinézek vallása a hinduizmus egy helyi változata, így különleges építészetük és szokásaik a szigetet az ország egyik fő idegenforgalmi látnivalójává tették.

## Lakóhely és életmód
A balinézek nevüket lakóhelyükről, Bali szigetéről kapták, ahol a lakosság 90%-át teszik ki. Kisebb balinéz csoportok élnek a közeli Lombok szigetén és Jáva délkeleti csücskében.

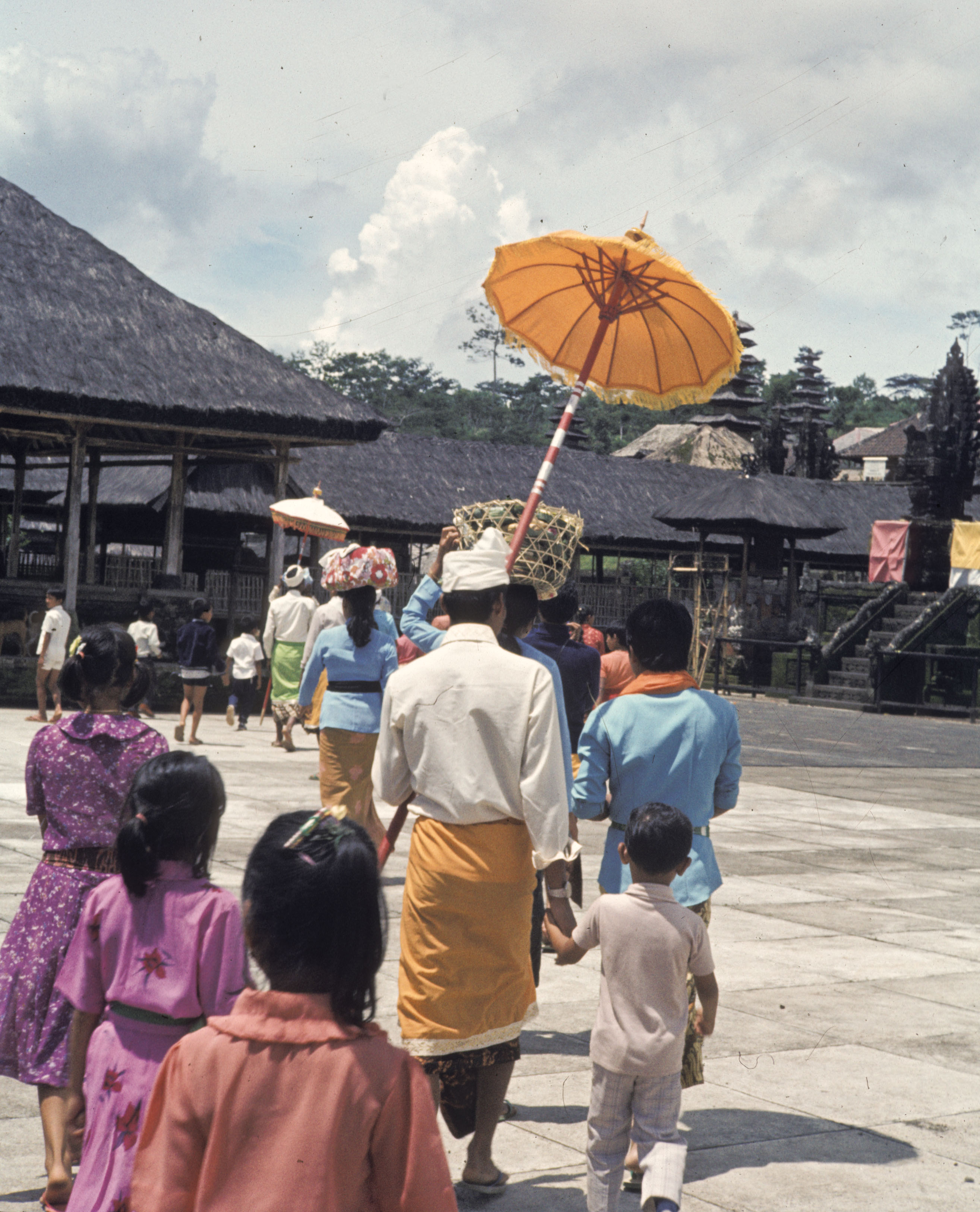
Balinézek áldozatot visznek a szentélybe

A falvak zárt közösségeket alkotnak, melyek közös ősöket tisztelnek. Együtt dolgoznak a szentélyek rendben tartásán, az ünnepek megszervezésében és a nagyobb családi események lebonyolításában. A leszármazást apai ágon tartják nyilván. A falvaknak saját szentélyük és közösségi terük van, mely az ünnepeken kívül a vásárok lebonyolításának is színhelye. A családok saját, fallal elkerített területükön élnek. A nagyméretű udvart három részre osztják: egy gazdasági terület a termények tárolására szolgál, vannak hálószobák és konyhák, illetve minden családnak saját szentélye is van.

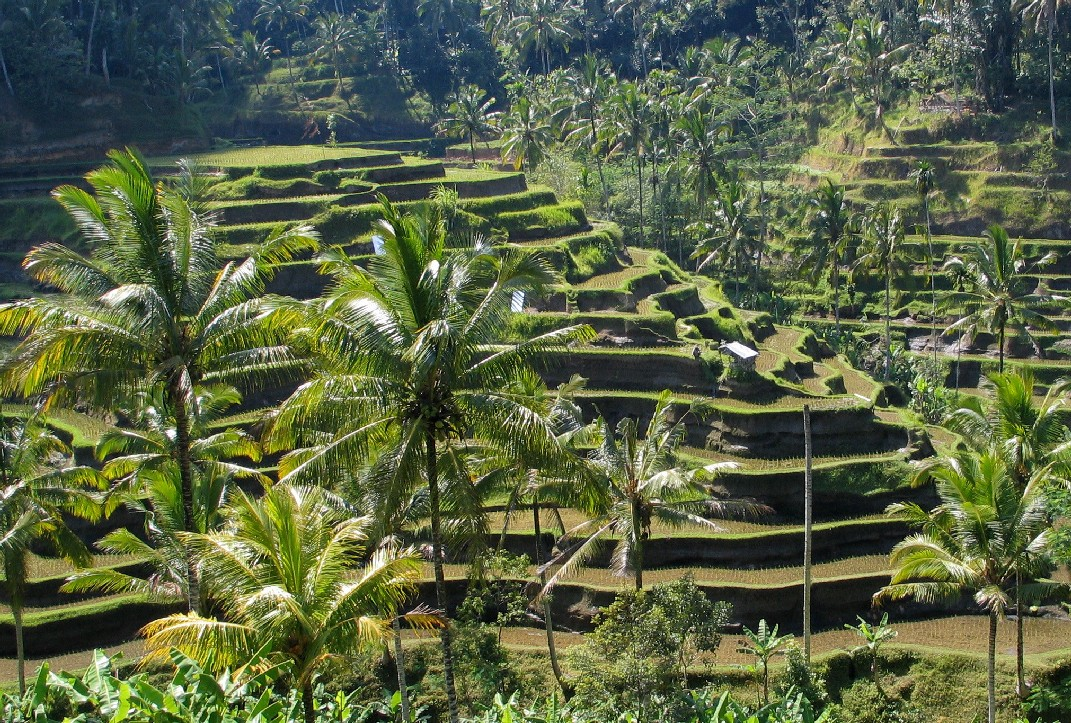
Teraszos öntözőrendszer

A népesség hagyományosan elsősorban rizstermesztésből él, a rizsföldek egész évben víz alatt vannak a gyakori esőzések és ezek hiányában az öntözés miatt. A földek kb. egynegyedét öntözik. A parasztok kisméretű birtokokkal rendelkeznek, egymással vízelosztó közösségeket alkotnak. Fő terményük a rizs mellett jamgyökeret, édesburgonyát, maniókát és kukoricát is termesztenek. Fontos a kókuszpálma és más trópusi gyümölcsök, az olajpálma és a kávé szerepe is. A szarvasmarha mellett sertés és baromfit tartanak, a halászat szerepe kisebb. A gyors népességnövekedés miatt a sziget élelmiszerekből nem önellátó. Az utóbbi évtizedekben egyre több balinéz költözik városokba, ahol az iparból vagy a fellendülő idegenforgalomból élnek.

## Történet
A szigeten Jávához hasonlóan az indiai hatásoknak köszönhetően a 7. századra elterjedt a hinduizmus. A 11. században egy királyi esküvő következményeként sok jávai települt át Balira. 1284-92 között Bali jávai megszállás alá került, amikor az utolsó tumapeli király, Kertanagara elfoglalta a szigetet. Halálával a balinézek visszaszerezték függetlenségüket, de ez az állapot nem tartott sokáig. Újabb jávai uralom következett 1343-tól, ezúttal a Madzsapahit Birodalom vonta fennhatósága alá Balit. Amikor a 16. században Jáván a muszlimok megdöntötték a hindu Madzsapahit Birodalmat, az ország vezetőinek egy része (előkelők, papok, írástudók) vallását megtartva Bali szigetére költözött át. A keleti hegyekbe szorították a sziget őslakóit, a bali aga népet. A hódítók magukat sokáig wong-Madzsapahitnak, vagyis madzsapahiti embereknek nevezték.

Bali királysága a 16. század közepén

A hollandok először 1597-ben jelentek meg a térségben, ami ekkor több, egymással rivalizáló muszlim állam fennhatósága alatt állt. A Holland Kelet-indiai Társaságnak nem volt ereje Bali megszerzésére, így a gyarmatosítók függetlenségét csak a 19. század végén veszélyeztették. A hollandok először az északi parton lévő Buleleng és Jembrana államokat szállták meg 1884-ben, majd a szomszédos Lombok ellen indítottak hadjáratot. Ennek 1894-ben a balinéz Anak Agunk Ktut herceg is áldozatául esett.

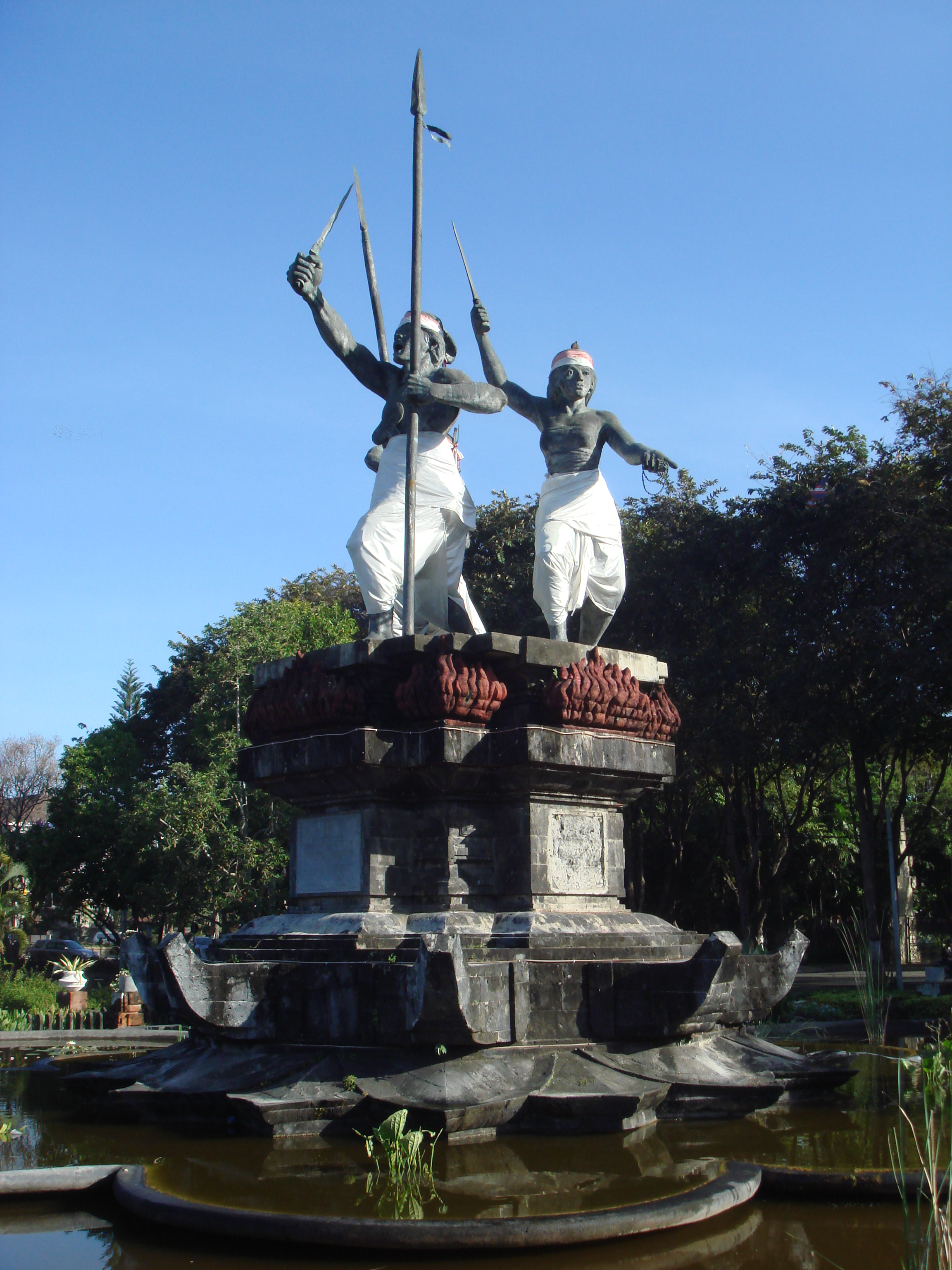
Az 1906-os csata áldozatainak emlékműve

Bali teljes területe a 20. század elején került holland uralom alá. 1906-ban 3600 embert lemészárolva elfoglalták a fővárost, Denpasart, majd meghódították a többi területet is. Az idegen hódítás a helyi előkelők számára súlyos megaláztatást jelentett, a királyi család tagjai rituális öngyilkosságot követtek el. A második világháború alatt a balinézek is japán megszállás alá kerültek, majd részt vettek a hollandok elleni függetlenségi háborúban. A sziget nyugati részén fekvő Margánál, 1946-ban vívták azt a csatát, ahol a kétségbeesett balinézek egy öngyilkos rohammal (puputan) az utolsó katonáig elpusztultak.

## Vallás és nyelv

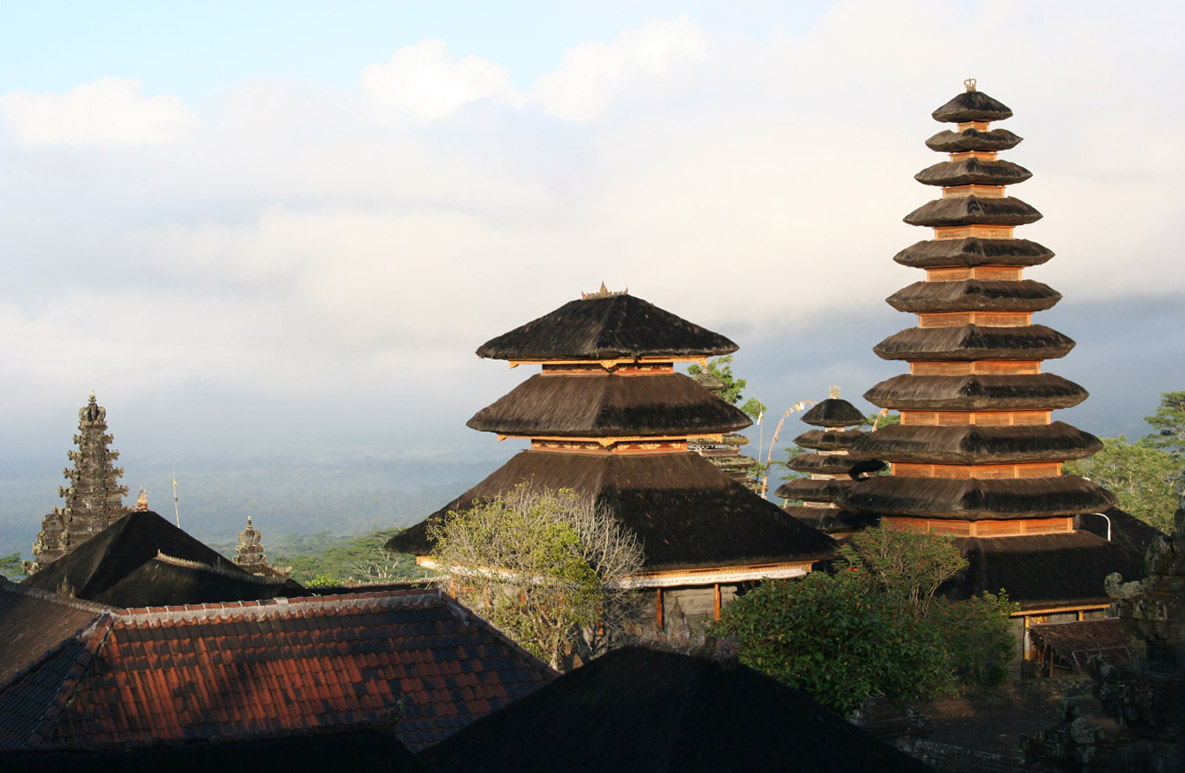
Pura Besakih temploma

A balinézek vallása a hinduizmus saivita irányzatának egy különleges, csak a szigeten jellemző változata. Megtalálhatóak benne a buddhizmus, az ősök tiszteletén alapuló maláj vallás és az animizmus egyes vonásai. A vallás fontos eleme a lélekvándorlásba vetett hit. A sziget őslakóinak mitológiája szerint Bali valaha sík terület volt. Amikor Jáva lakói felvették a hindu vallást, az istenek Balin is hegyeket teremtettek, hogy az emberek jobban élhessenek. Ezért a mai balinézek is szentként tisztelik a sziget összes hegyét, különösen az Agung tűzhányót. Szintén tisztelet övezi a földeket termékennyé tevő vizeket. A vallás különleges elemei a látványos, transzba ejtő táncok. A ngusaba ünnep során, teliholdkor körmenetet tartanak, mely a helyi öntözőszentélyekhez tart, ahol áldozatot mutatnak be.
A hinduizmus részeként a kasztrendszer is fennmaradt: a hagyományokat követők ma is csak kaszton belül házasodhatnak. A népcsoport 90%-a a legalacsonyabb kasztba, a jabába tartozik, ezért közöttük nincs az indiaihoz hasonló merev elkülönülés. A lakosság tizede a trivangsa kaszt tagja, ami az indiai bráhmanák, ksatriják és vaisják kasztjának közös megfelelője. Ezen belül legmagasabb szinten a papok (pedanák) csoportja áll. 

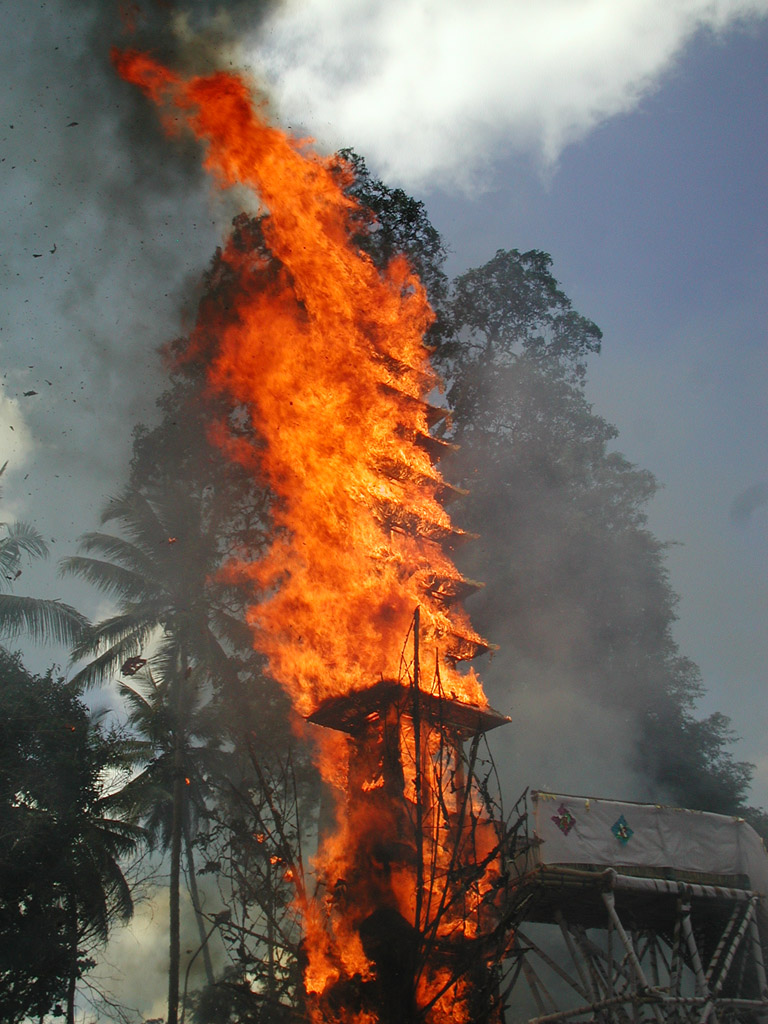
Halotti máglya

A balinéz nyelv az ausztronéz nyelvcsaládba tartozik. Indonézia többi népcsoportjához hasonlóan a balinézek is kétnyelvűek: hivatalos helyeken az ország közös nyelvét, a bahasa indonézt használják.
A kasztrendszer a nyelvben is megjelenik: a magasabb és az alacsonyabb kasztba tartozók kasztjukon belül más-más nyelvet használnak, egymás között pedig egy köztes, közép-balinéz nyelvváltozatot beszélnek. A magasabb kaszt nyelve számos jávai és szanszkrit elemet is tartalmaz.

## Kultúra
A hinduizmusnak a helyi, ősi hitekkel való vegyülése különleges, egyedi szokásokat és szertartásokat eredményezett. A balinézeknél illetlenségnek számít az érzelmek kimutatása, a mindig kecses testtartást, a szigorú szabályoknak megfelelő viselkedést a társadalmi érintkezés alapjának tekintik.

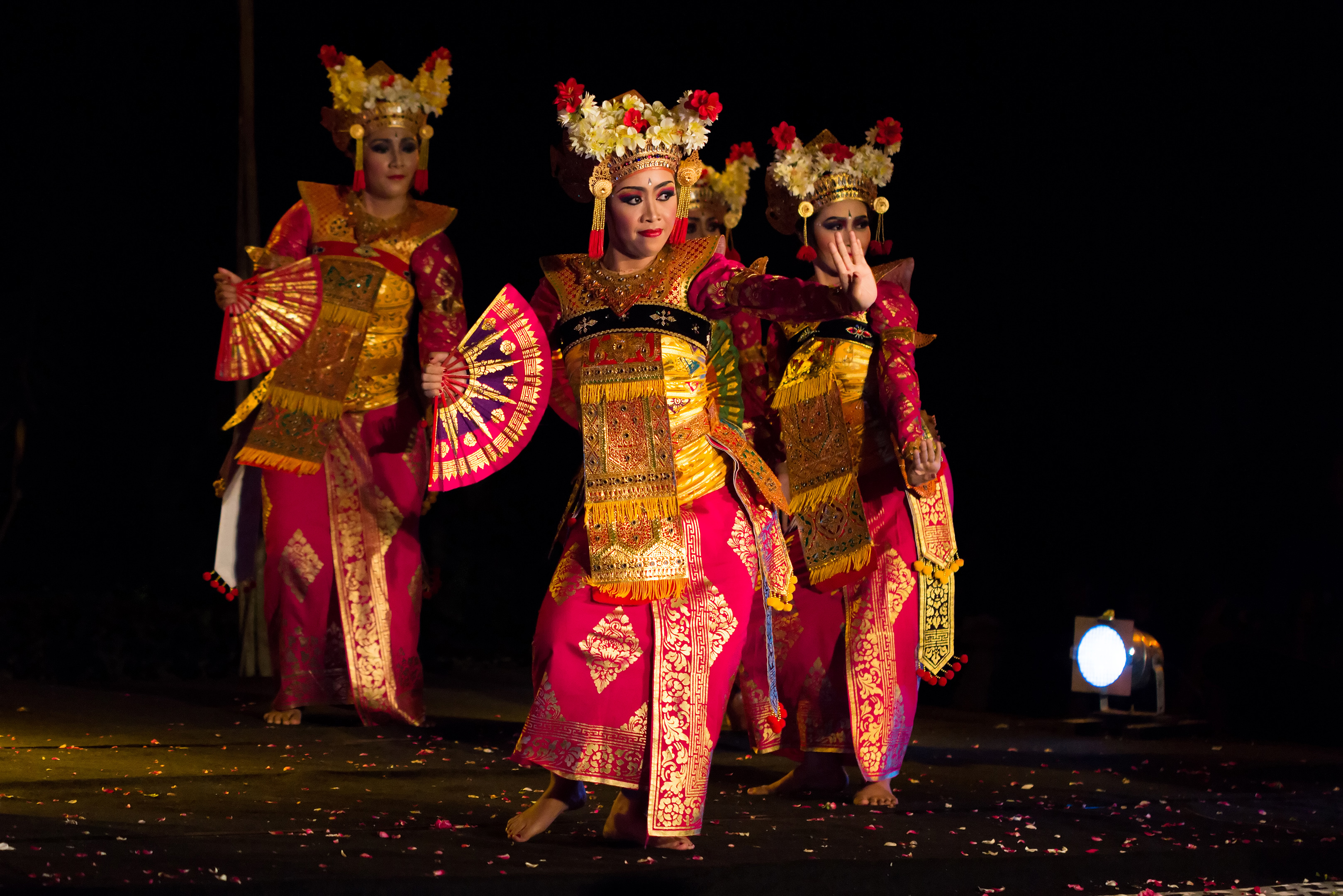
Legong tánc

A szokások jelentős része a különleges életeseményekhez: névadáshoz, felnőtté avatáshoz vagy a temetkezéshez kapcsolódik. Az újszülött névadási szertartására 3 hónapos korában kerül sor. Addig nem tekintik egyénnek, helyenként a családtagok egérnek nevezik. A gyermeket egy tál víz fölé tartják, melyben különböző szimbólumok találhatóak: a levél a bölcsességet jelképezi, a pénzérme a gazdagságot, a rizs- és kukoricaszemek a szorgalmat, az ékszerek pedig a vágyat jelenítik meg. Amelyiket ezek közül a gyermek a jobb kezével először megérinti, annak a hatása lesz egész életére meghatározó. A gyermeket csak a névadási szertartás után szabad a földre helyezni. Különleges, bár nem egyedülálló szokás a teknoníma: a szülők elsőszülött gyermekük nevét veszik fel és a későbbiekben így hívjak magukat.
A lányokat első menstruációjuk alkalmával otthon elkülönítik. Az ötödik napon tartják a megtisztulási szertartást: a díszes ruhába öltözött, aranyozott fejdísz felékesített lány a szentélybe megy, ahol megáldják. A szertartás során használt pálmaágak a termékenységet jelképezik. A rizsgőzölő (a rizs a házasság és a termékenység szimbóluma) kosárból a pap vizet önt a lány kezére, aki a fejére teszi a kezét, ami által megtisztul. A templomi szertartás után otthoni ünneplés következik.>
A fiúk és lányok serdülőkorba lépését fogcsiszolással júliusban vagy augusztusban ünneplik meg. A fiatalok a megtisztulást jelképező fehér vagy sárga ruhákba öltöznek, a műveletet a pap vésővel és kalapáccsal végzi el rajtuk. Ezzel megszabadulnak a gyermekkor „állati” részétől és elűzik a vad szellemeket. A szertartás abban is segít, hogy a fiatal meg tudjon küzdeni a kapzsisággal, irigységgel, féltékenységgel, részegséggel, dühvel és zűrzavarral. A fogreszeléket egy kókuszhéjba teszik és a családi szentély mögött helyezik el.
Temetkezési szokásaikra a hamvasztás jellemző. Ennek célja, hogy a halott szelleme ne térjen vissza, ezért az elhunytat állatot ábrázoló koporsóban óriási halotti máglyára teszik és elégetik. Ha az időjárás nem alkalmas a hamvasztásra, a halottat ideiglenesen eltemetik, majd később helyezik a máglyára.

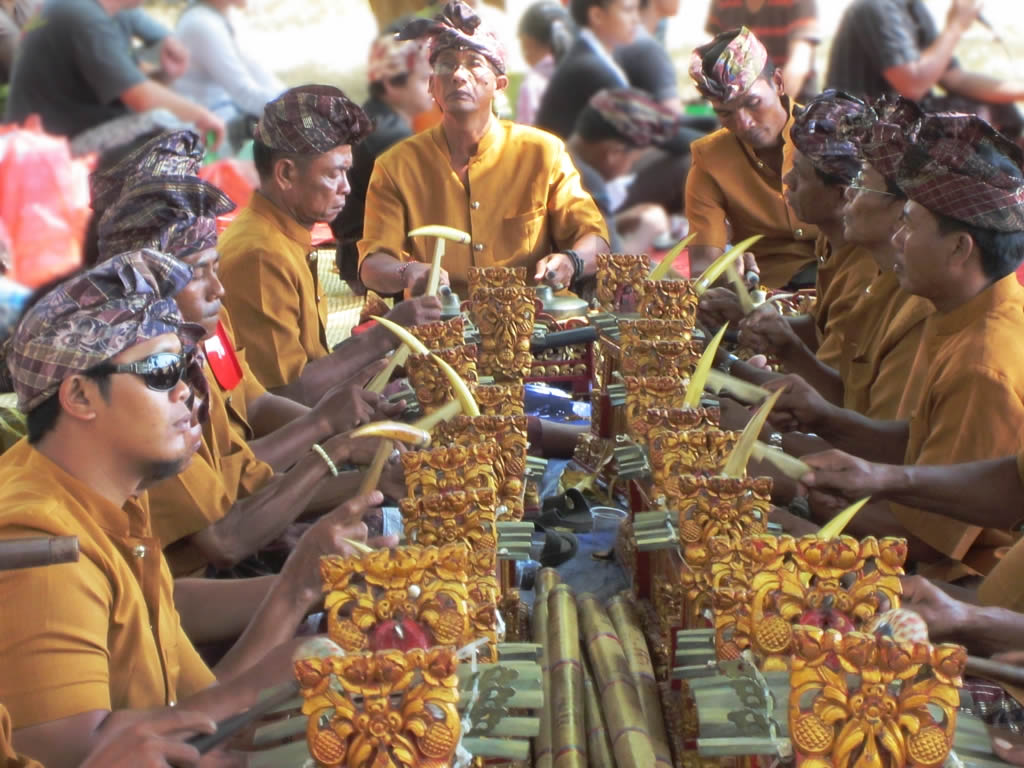
Balinéz gamelán

A balinézek különösen tehetségesek a kézművességben, főleg a szobrászat, a fa- és csontfaragás illetve az ezüsttárgyak készítése terén. Nagyon népszerűek a fogadásokkal összekötött állat- (főleg kakas-) viadalok. A jellegzetes indonéz zenekar, a gamelán balinéz változata bronz ütőhangszerek mellett kéthúros hegedűvel és fuvolával is kiegészül. A szórakozás kedvelt formája a színpadi előadások, főleg táncjátékok vagy pantomim-szerű előadások megtekintése.